# Liste der Bodendenkmale in Mockrehna
In der Liste der Bodendenkmale in Mockrehna sind die Bodendenkmale der Gemeinde Mockrehna und ihrer Ortsteile nach dem Stand der Auflistung von Klaus Kroitzsch und Harald Quietzsch aus dem Jahr 1984 aufgelistet. Eventuelle Änderungen und Ergänzungen, insbesondere aus der Zeit nach der Wende, sind nicht berücksichtigt, da für Sachsen aktuell keine neueren allgemein zugänglichen Bodendenkmallisten vorliegen. Die Baudenkmale sind in der Liste der Kulturdenkmale in Mockrehna aufgeführt.
| Denkmal-ID | Fundart             | Ortsteil   | Bezeichnung                           | Zeitstellung    | Lage | Bemerkungen | Bild |
| ---------- | ------------------- | ---------- | ------------------------------------- | --------------- | --- | --- | ---- |
| ?          | Grabmal > Grabhügel | Gräfendorf | Gruppe von ca. 30 Hügelgräbern        | Bronzezeit      | ostnordöstlich des Orts, Forstrevier Pflückuff Abteilungen 337 und 338, Lange Furt, nördlich des Johann-Georgen-Flügels, beiderseits des Spiegelwegs | Hügel mit bis zu 40 m Durchmesser und bis zu 2 m Höhe, Schutz seit 2. Dezember 1957 |      |
| ?          | Grabmal > Grabhügel | Gräfendorf | Gruppe von mindestens 10 Hügelgräbern | Bronzezeit      | südlich des Orts, Forstrevier Pflückuff Abteilungen 311 und 312, nördlich der Straße von Torgau nach Mockrehna | fast alle durch Kesselungen oder Aufforstung gestört, Durchmesser zwischen 12 m und 40 m, Höhe zwischen 0,9 m und 1,7 m, Schutz seit 1. November 1957                                            |      |
| ?          | Grabmal > Grabhügel | Gräfendorf | Gruppe von über 20 Hügelgräbern       | Bronzezeit      | südsüdwestlich des Orts, Forstrevier Pflückuff Abteilungen 313 und 314, Nordwestwinkel des Abzweigs nach Gräfendorf von der Straße von Torgau nach Mockrehna | Schutz seit 1. November 1957 |      |
| ?          | besonderer Stein    | Gräfendorf | Steinkreuz                            | Spätmittelalter | ostnordöstlich des Orts im Wald, nördlich des Johann-Georgen-Flügels, 100 m westlich der nächstgelegenen Wegkreuzung | Schutz seit 4. Februar 1963 |      |
| ?          | Grabmal > Grabhügel | Mockrehna  | Gruppe von über 32 Hügelgräbern       | Bronzezeit      | westnordwestlich des Orts im Doberschützer Forst, Forstrevier Battaune Abteilungen 228 und 229, zwischen Flügel C und D | Hügel mit bis zu 30 m Durchmesser und bis zu 2 m Höhe, Schutz seit 1. November 1957 |      |
| ?          | Befestigung > Burg  | Mockrehna  | Wehranlage „Nesselburg“               | Mittelalter     | westlich des Orts im Doberschützer Forst, Forstrevier Schöneiche Abteilug 310, südlich von Flügel B | rechteckiger Bühl mit gerundeten Ecken, umlaufender Graben und Außenwall, weiterer Wall mit Graben vor der Westseite, nördlich liegt eine mittelalterliche Wüstung, Schutz seit 1. November 1957 |      |
| ?          | Grabmal > Grabhügel | Mockrehna  | Gruppe von über 20 Hügelgräbern       | Bronzezeit      | westnordwestlich des Orts im Doberschützer Forst, Forstrevier Battaune Abteilungen 202 und 230 und Forstrevier Mockrehna Abteilung 322, beiderseits von Flügel C an der Kreuzung mit dem Weg von Mockrehna nach Torfhaus, auf dem Gebiet der Gemarkungen Mockrehna und Battaune | Schutz seit 1. November 1957 |      |
| ?          | Grabmal > Grabhügel | Wildenhain | Gruppe von ca. 32 Hügelgräbern        | Bronzezeit      | nordnordöstlich des Orts im Wald, Forstrevier Jagdhaus Abteilungen 402, 492 und 493, auf dem Gebiet der Gemarkungen Wildenhain und Weidenhain | 12 Hügel auf Wildeshainer und 20 auf Weidenhainer Gebiet, Hügel mit bis zu 38 m Durchmesser und bis zu 4 m Höhe, Schutz seit 1. November 1957                                                    |      |